# Stibeutes hirsutus
Stibeutes hirsutus is een insect dat behoort tot de orde vliesvleugeligen (Hymenoptera) en de familie van de gewone sluipwespen (Ichneumonidae). De wetenschappelijke naam van de soort werd voor het eerst geldig gepubliceerd door Bordera & Hernandez-Rodriguez in 2004.
De soort komt voor in het zuidoosten van Spanje.